# Sorex unguiculatus
Sorex unguiculatus — вид роду мідиць (Sorex) родини мідицевих.

## Поширення
Країни поширення: Китай, Японія, Корейська Народно-Демократична Республіка, Росія. Мешкає в опалому листі і шарі гумусу. Луки і відкриті поля особливо підходять для проживання і S. unguiculatus можуть досягти високої щільності в цих місцях.

## Звички
Споживає дощові хробаки, комахи, багатоніжки і равлики.

## Відтворення
У південній частині ареалу розмноження відбувається з початку квітня до кінця вересня, в Амурській області і Хабаровському краї тільки влітку. Має до 3 приплодів за сезон, 3-7 дитинчат у кожному.

## Загрози та охорона
Немає серйозних загроз для цього поширеного виду. Зустрічається в багатьох охоронних територіях.